# Persone di nome Jesper
| Questa pagina contiene informazioni ricavate automaticamente dalle voci biografiche con l'ausilio del template Bio e di un bot. L'aggiornamento è periodico e automatico e ricostruisce completamente la pagina. Se manca una persona in questa lista, sei pregato di non aggiungerla, ma accertati piuttosto che la sua voce biografica contenga il template Bio e che i dati anagrafici siano correttamente compilati. Se il template Bio manca, inseriscilo tu stesso o, in alternativa, metti l'avviso {{tmp\|Bio}} che ne segnala la mancanza. Se i dati riportati sono sbagliati, correggi direttamente la voce biografica; le modifiche saranno visibili in questa lista entro pochi giorni. Per chiarimenti vedi il progetto antroponimi. La lista contiene solo le 53 persone che sono citate nell'enciclopedia e per le quali è stato implementato correttamente il template Bio. Pagina aggiornata al 16 ott 2024. |

Questa è una lista di persone presenti nell'enciclopedia che hanno il prenome Jesper, suddivise per attività principale.

## Allenatori di calcio(3)
- Jesper Grønkjær, allenatore di calcio e ex calciatore danese (Nuuk, n. 1977)
- Jesper Ljung, allenatore di calcio e ex calciatore svedese (n. 1973)
- Jesper Sørensen, allenatore di calcio e ex calciatore danese (Aarhus, n. 1973)

## Altisti(1)
- Jesper Tørring, ex altista, lunghista e ostacolista danese (n. 1947)

## Attori(4)
- Jesper Asholt, attore danese (Silkeborg, n. 1960)
- Jesper Christensen, attore danese (Copenaghen, n. 1948)
- Jesper Klein, attore e doppiatore danese (Næstved, n. 1944 - Frederiksberg, † 2011)
- Jesper Langberg, attore danese (Frederiksberg, n. 1940 - † 2019)

## Biatleti(1)
- Jesper Nelin, biatleta svedese (Gislaved, n. 1992)

## Calciatori(22)
- Jesper Bech, ex calciatore danese (n. 1982)
- Jesper Ceesay, calciatore svedese (Solna, n. 2003)
- Jesper Christiansen, ex calciatore danese (Roskilde, n. 1978)
- Jesper Daland, calciatore norvegese (Kristiansand, n. 2000)
- Jesper Drost, calciatore olandese (Nunspeet, n. 1993)
- Jesper Engström, calciatore finlandese (Vörå, n. 1992)
- Jesper Hansen, calciatore danese (Slangerup, n. 1985)
- Jesper Isaksen, calciatore norvegese (Bærum, n. 1999)
- Jesper Jørgensen, ex calciatore danese (n. 1984)
- Jesper Juelsgård, calciatore danese (Spjald, n. 1989)
- Jesper Karlström, calciatore svedese (Stoccolma, n. 1995)
- Jesper Kristensen, ex calciatore danese (Esbjerg, n. 1971)
- Jesper Lauridsen, calciatore danese (Herning, n. 1991)
- Jesper Lindstrøm, calciatore danese (Taastrup, n. 2000)
- Jesper Löfgren, calciatore svedese (Kalmar, n. 1997)
- Jesper Manns, calciatore svedese (Eskilstuna, n. 1995)
- Jesper Mathisen, ex calciatore norvegese (Kristiansand, n. 1987)
- Jesper Nyholm, calciatore svedese (Uppsala, n. 1993)
- Jesper Olsen, ex calciatore danese (Fakse, n. 1961)
- Jesper Rasmussen, ex calciatore danese (Esbjerg, n. 1992)
- Jesper Thygesen, ex calciatore danese (Aarhus, n. 1969)
- Jesper Tolinsson, calciatore svedese (Göteborg, n. 2003)

## Ciclisti su strada(2)
- Jesper Hansen, ex ciclista su strada danese (Copenaghen, n. 1990)
- Jesper Skibby, ex ciclista su strada danese (Silkeborg, n. 1964)

## Compositori(1)
- Jesper Kyd, compositore danese (Hørsholm, n. 1972)

## Dirigenti sportivi(1)
- Jesper Jansson, dirigente sportivo e ex calciatore svedese (Växjö, n. 1971)

## Fondisti(1)
- Jesper Modin, ex fondista svedese (Sundsvall, n. 1988)

## Giocatori di football americano(2)
- Jesper Horsted, giocatore di football americano statunitense (Roseville, n. 1997)
- Jesper Lindéus, giocatore di football americano svedese

## Musicisti(1)
- Jesper Strömblad, musicista svedese (Göteborg, n. 1972)

## Pallamanisti(1)
- Jesper Nøddesbo, ex pallamanista danese (Herning, n. 1980)

## Poeti(1)
- Jesper Svenbro, poeta, filologo classico e grecista svedese (Landskrona, n. 1944)

## Psicoterapeuti(1)
- Jesper Juul, psicoterapeuta danese (Vordingborg, n. 1948 - Odder, † 2019)

## Rapper(1)
- Jokeren, rapper danese (Hillerød, n. 1973)

## Registi(1)
- Jesper Ganslandt, regista e sceneggiatore svedese (Falkenberg, n. 1978)

## Sciatori alpini(4)
- Jesper Brugge, ex sciatore alpino e sciatore freestyle svedese (n. 1975)
- Jesper Brändholm, ex sciatore alpino svedese (n. 1999)
- Jesper Riis-Johannessen, ex sciatore alpino norvegese (Oslo, n. 1989)
- Jesper Wahlqvist, sciatore alpino norvegese (n. 2002)

## Sciatori freestyle(1)
- Jesper Tjäder, sciatore freestyle svedese (Östersund, n. 1994)

## Tennisti(1)
- Jesper de Jong, tennista olandese (Haarlem, n. 2000)

## Triplisti(1)
- Jesper Hellström, triplista svedese (n. 1995)

## Tuffatori(1)
- Jesper Tolvers, tuffatore svedese (n. 1993)

## Velisti(1)
- Jesper Bank, ex velista danese (Fredericia, n. 1957)